# Fjotlands kommun
Fjotlands kommun (norska: Fjotland kommune) var en kommun i Vest-Agder fylke i södra Norge. Kommunen omfattade den norra delen av nuvarande Kvinesdals kommun (Fjotlands socken). Byn Fjotland utgjorde kommunens centralort.

## Administrativ historik
Fjotlands kommun upprättades den 1 januari 1838 (som Fjotland formannskapsdistrikt) när Formannskapslovene från 1837 trädde i kraft.
1841 gick Fjotlands kommun upp i Kvinesdals kommun. Kommunens hade då 980 invånare.
1858 återupprättades Fjotlands kommun genom utbrytning ur Kvinesdals kommun. Kommunen hade 1 044 invånare vid återupprättandet.
Den 1 januari 1874 överfördes ett obebott område från Fjotlands kommun till Siredalens kommun (Sirdals kommun).
Den 1 januari 1903 överfördes ett bebott område (med 63 invånare) från Siredalens kommun (Sirdals kommun) till Fjotlands kommun.
Den 1 januari 1963 gick Fjotlands kommun, tillsammans med Feda kommun, åter upp i Kvinesdals kommun. Kommunens hade då 1 244 invånare.